# DJ 스튜어드
DJ 스튜어드(DJ Steward, 2001년 10월 2일 ~ )는 NBA G 리그의 윈디 시티 불스와 양방향 계약을 맺은 NBA(전미 농구 협회)의 시카고 불스의 미국 프로 농구 선수이다. 듀크 블루 데빌스에서 대학 농구를 했다. 합의된 5성급 신입 선수이자 2020년 클래스 최고의 슈팅가드 중 한 명이었다. 일리노이주 시카고에 있는 휘트니 M. 영 마그넷 고등학교에서 고등학교 생활을 마쳤다.

## 고등학교 경력
스튜어드는 일리노이주 오크파크 (일리노이주)에 있는 펜윅 고등학교에 처음 다녔다. 2018년에 남은 고등학교 생활을 위해 일리노이주 시카고에 있는 휘트니 영 고등학교로 전학했다. 스튜어드는 2019년 나이키 EYBL 서킷에서 경기당 평균 24.1득점, 4.6리바운드, 3.1어시스트를 기록했다. 2020년 1월 크리스천 브라더스 칼리지 스쿨과의 하이랜드 슛아웃에서 스튜어드는 66-64 승리에서 게임 동점 버킷을 포함하여 총격전 최고 40점을 기록했다. 맥도널드 올 아메리칸(McDonald 's All-American)으로 선정되었다.

### 리크루트
2019년 9월 18일, 스튜어드는 듀크 대학교에서 뛰기로 약속했다. 그는 드폴, 일로노이, 인디애나, 아이오와 스테이트, 루이스빌, 노스캐롤라이나 및 텍사스의 제안 대신 블루 데빌스를 선택했다.